# Incretina
As incretinas são uma classe de substâncias produzidas pelo pâncreas e pelos intestinos e que regulam o metabolismo da glicose. São eles: insulina, glucagon, amilina, GLP-1 (glucagon-like peptide-1) e GIP (glucose-dependent insulinotropic polypeptide). 
É conhecido de longa data que a administração de dextrose por via oral induz a uma maior liberação de insulina do que a administração isoglicêmica intravenosa. A secreção de insulina diferenciada em resposta a diversas substâncias ingeridas ou administradas por via oral levou ao conceito do efeito incretina. Estudos posteriores identificam as importantes incretinas GLP-1 e GIP, produzidas por células endócrinas intestinais em resposta à ingestão de alimentos. O GLP-1 é sintetizado pelas células L no íleo e no cólon, enquanto que o GIP é sintetizado pelas células K presentes no duodeno e na primeira porção do jejuno. 
Calcula-se que mais de 50% da insulinemia pós-prandial seja determinada pelo efeito indutor dos hormônios GLP-1 e GIP. 
Anormalidades na secreção e/ou ação desses hormônios glicorreguladores podem estar direta ou indiretamente associadas ao desenvolvimento do diabetes tipo 2.